# Balisong

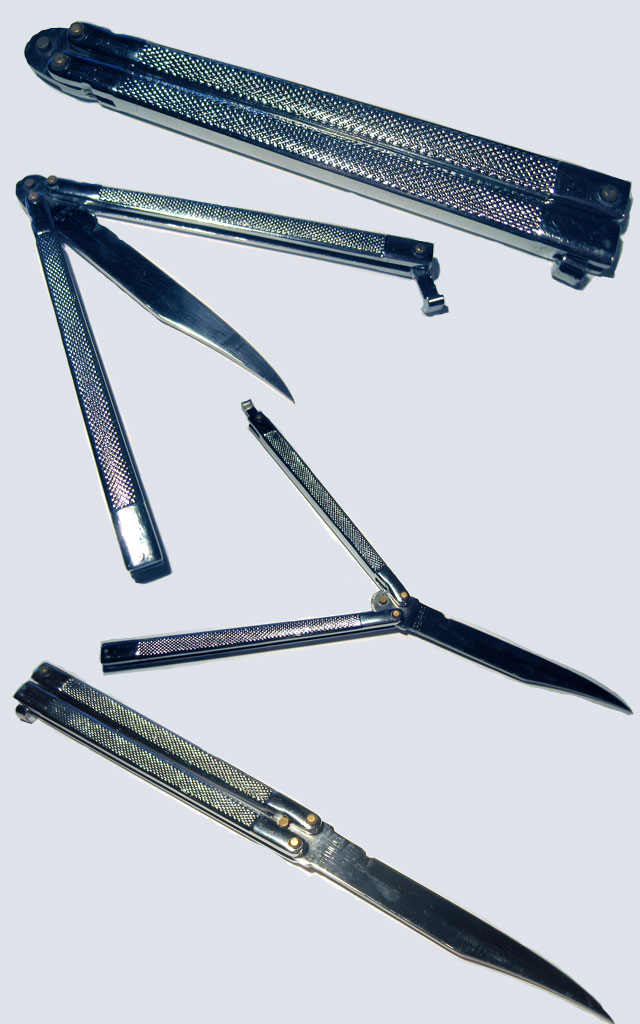
Balisong

Balisong (nóż motylkowy) – rodzaj niewielkiego noża składanego, służącego do walki, stosowanego tradycyjnie na Filipinach.
Kształt tego narzędzia powstał z połączenia Dulo Dulo z nożem. Prawdopodobnie jest to jedna z najstarszych broni stosowanych w systemie walki Arnis. Jego rodowód sięga VIII wieku n.e. Swoją nazwę wywodzi z małej miejscowości Balisung z rejonu Batangas na Filipinach. Nóż ten dla mieszkańców tej miejscowości ma znaczenie niemal religijne. Otwarty nóż symbolizuje trzy wierzchołki trójkąta oznaczające Niebo, Ziemię i Wodę. Sama nazwa Balisong oznacza „Śpiew motyla”. W wersji złożonej (z zamkniętym ostrzem) przyrząd służy do walki podobnie jak Dulo Dulo. W razie szczególnego zagrożenia, poprzez rotacyjny ruch nadgarstka można otworzyć Balisong, który wtedy jest używany jako broń biała.